# Província del Nord-est (Sri Lanka)
La província del Nord-est de Sri Lanka ha sorgit de la unió de les antigues províncies del Nord i l'Est en una de sola.
La província del Nord-est (NEP, segons les sigles del nom en anglès, North Eastern Province) és una entitat artificial formada arran del Pacte Indo-Lanka signat entre Rajiv Gandhi i Junius Richard Jayewardene. El primer ministre en cap de la NEP fou Varatharaja Perumal, professor del Departament d'Economia de la Universitat de Jaffna. El consell fou destituït pel president Premadasa per a satisfer les demandes dels LTTE.
Es divideix en 8 districtes:
- Ampara 2.984 km²
- Batticaloa 2.463 km²
- Jaffna 1.114 km²
- Kilinochchi 1.171 km²
- Mannar 1.963 km²
- Mullaitivu 1.580 km²
- Trincomalee 2.616 km²
- Vavuniya 2.642 km²

El 16 d'octubre de 2006 el Tribunal Suprem singalès va dictaminar que la unió administrativa de les províncies del Nord i de l'Est era contrària a la llei i s'havia de tornar a les dues províncies inicials, coincidint amb els partits nacionalistes singalesos més radicals (la demanda la va presentar el JVP).